# Begraafplaats van Cuesmes
De Begraafplaats van Cuesmes is een gemeentelijke begraafplaats in het Belgische dorp Cuesmes, een deelgemeente van Bergen. De begraafplaats ligt aan de Rue de Frameries op 250 m ten zuidwesten van het dorpscentrum (Église Saint-Remy). Ze heeft een onregelmatig grondplan en wordt omsloten door een draadafsluiting en groene heesters of een haag, behalve aan de straatzijde waar een bakstenen muur is opgetrokken. De toegang bestaat uit een tweedelig metalen hek tussen natuurstenen zuilen. Vanaf de toegang loopt een stenen pad naar een open kapel onder een zadeldak met driehoekig fronton steunend op twee ronde zuilen. 
Aan de noordelijke rand van de begraafplaats ligt een militair ereperk met graven van Belgische en Britse slachtoffers uit beide wereldoorlogen. Er staat ook een monument voor de omgekomen inwoners van Cuesmes.

## Belgische oorlogsgraven

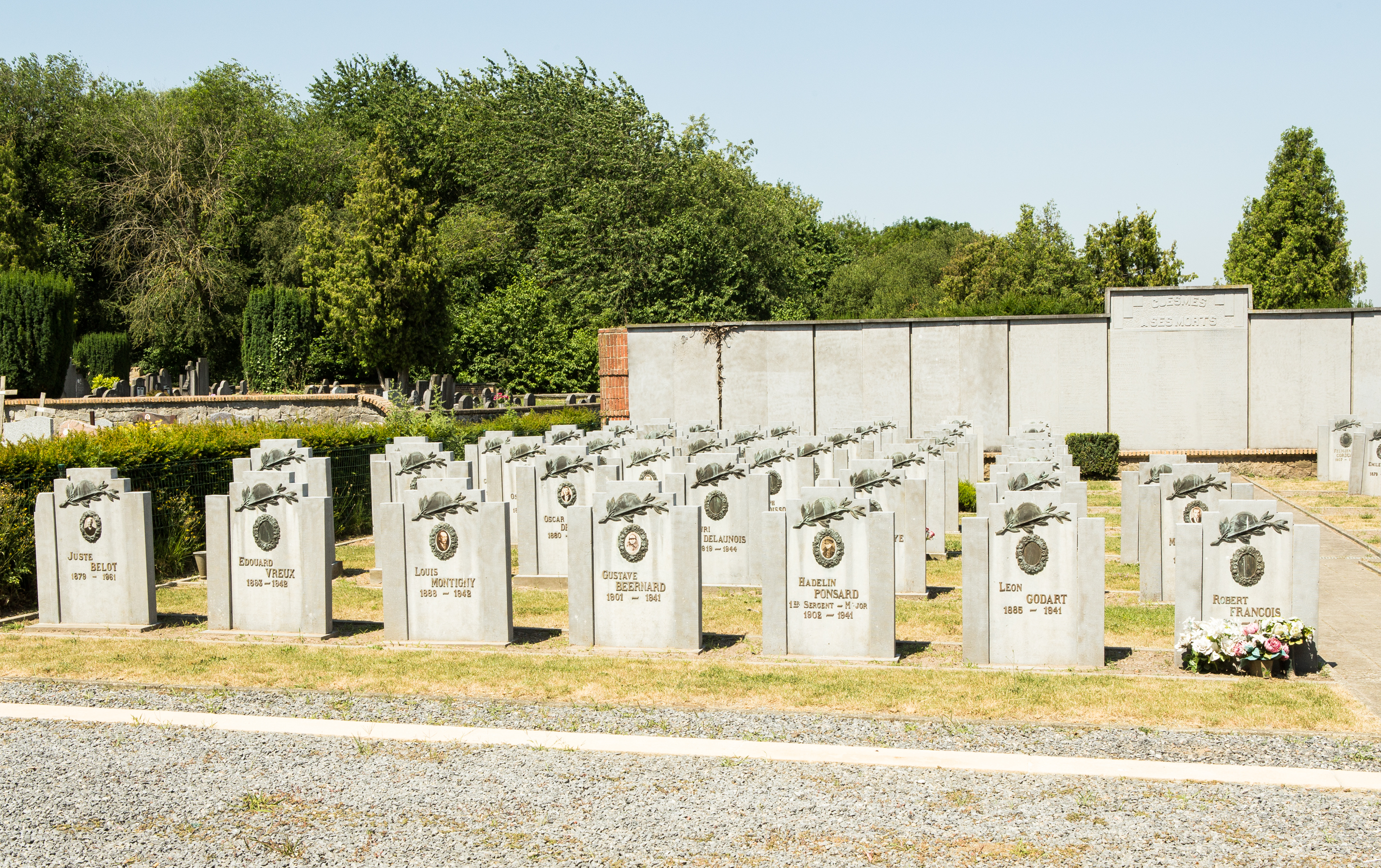
Belgische graven

In het militaire ereperk liggen meer dan 240 graven met burgerlijke en militaire slachtoffers van zowel de Eerste- als de Tweede Wereldoorlog. Het zijn gesneuvelden, weggevoerden, gefusilleerden, weerstanders en gewone burgers die omkwamen bij bombardementen.

## Britse oorlogsgraven
Op de begraafplaats ligt een Britse militair perk met gesneuvelden uit de Eerste Wereldoorlog. De graven liggen in een lange rij naast elkaar tussen het Cross of Sacrifice en een stenen zitbank met het registerkastje. Er liggen 47 doden waarvan slecht 9 konden geïdentificeerd worden. Onder de naamloze zerken liggen soms 1 tot 9 lichamen geborgen. De graven worden onderhouden door de Commonwealth War Graves Commission en staan er geregistreerd onder Cuesmes Communal Cemetery.

### Graven
- P. Quinn, sergeant bij de Canadian Div. Cyclist Company werd onderscheiden met de Distinguished Conduct Medal (DCM).
- Delbert Bean, korporaal bij de Canadian Div. Cyclist Company werd onderscheiden met de Military Medal (MM).
- James Price, soldaat bij het South Lancashire Regiment was slechts 16 jaar toen hij sneuvelde op 24 augustus 1914.